# Hjernerystelsesforeningen
Hjernerystelsesforeningen (engelsk The Danish Concussion Association) er en dansk patientforening der varetager interesserne for folk ramt af akut eller kronisk hjernerystelse. Foreningen har over 1.500 medlemmer og sætter især fokus på langtidsfølgerne af hjernerystelse, benævnt postcommotionelt syndrom. Foreningen er en del af samarbejdet omkring Hjerneugen.[kilde mangler]

## Medlemmer
Foreningen gik fra 1.000 medlemmer i 2017, til 1.500 medlemmer i 2018.

## Samarbejder
I 2016 indgik foreningen et officielt samarbejde med Spillerforeningen, Håndbold Spiller Foreningen og Danske Elitesportsudøveres Forening. Året efter indgik de et partnerskab med Danmarks Ishockey Union og Dansk Håndbold, blandt andet med fokus på at bekæmpe uvidenhed om hjernerystelser i de to sportsgrene.
I slutningen af 2018 blev det offentliggjort at foreningen, i samarbejde med Center for Hjerneskade, havde fået 8,5 millioner kroner til et nyt videnscenter - Dansk Center for Hjernerystelse.

## Formænd
| Formand            | Tiltrædelse       | Afgang            |
| ------------------ | ----------------- | ----------------- |
| Kim Friedrich      | 2013              | 1. september 2017 |
| Ronni Lykke Bødker | 1. september 2017 | 2019              |
| Kim Friedrich      | 2019              |                   |